# David Davidovič Burljuk
David Davidovič Burljuk (rus. Дави́д Дави́дович Бурлю́к), 9. srpnja (21. srpnja) 1882., Semirotovščina, Harkivska gubernija, Rusko Carstvo - 15. siječnja 1967., Long Island, SAD - pjesnik, umjetnik, brat Vladimira Burljuka, jedan od utemeljitelja ruskog futurizma.

## Vanjske poveznice
- Hallart: Stvaralaštvo Davida Burljuka
- Hylaea.ru: David Burljuk - ratnik proletarijata (10 američkih pjesama)
- Ka2.ru: Sjećanja Davida Burljuka na Velimira Hljebnikova